# Wierzba alpejska
Wierzba alpejska, wierzba Jacquina (Salix alpina Scop.) – gatunek rośliny wieloletniej należący do rodziny wierzbowatych. Występuje w Europie, Ameryce Północnej i Azji. W Polsce występuje wyłącznie w Tatrach (dość pospolicie).

## Morfologia
PokrójBardzo mały, płożący się krzew. Często występuje jako tzw. krzewinka szpalerowa z gęsto rozgałęzionymi, przylegającymi do ziemi lub skał gałązkami i nielicznymi tylko pędami długimi i cienkimi.
ŁodygaMłode gałązki żółtozielonego koloru, starsze brunatne. Pąki spiczaste, włochate, przylegające do gałązek, zwykle brunatne.
LiścieNa bardzo krótkich ogonkach, o odwrotnie jajowatym kształcie i długości 1–2 cm. Długość liścia ok. 2 razy większa od szerokości. Na końcu przeważnie są zaostrzone, nigdy nie wycięte, co jest jedną z cech umożliwiających odróżnienie od podobnych płożących się gatunków wierzb. Za młodu są jedwabiście owłosione, później łysieją. Spodem połyskujące liście są całobrzegie, na brzegach blaszki liściowej występują tylko drobne gruczołki. Kolor żywozielony, na pędach wyrastają skrętolegle, gęsto.
KwiatyRoślina dwupienna. Kwiaty zebrane w kotki o ciemnopurpurowych łuskach, na szczycie ciemniejszych. Kotki mają długość ok. 2 cm i są owłosione. Wyrastają równocześnie z liśćmi. Kwiaty męskie mają po jednym miodniku, pręciki wolne. W kwiatach żeńskich słupki są początkowo owłosione, później łysieją. Zalążnie słupków są 2-5 razy dłuższe od szyjki. Słupki purpurowego koloru, miodniki znacznie dłuższe od szypułeczki słupka.

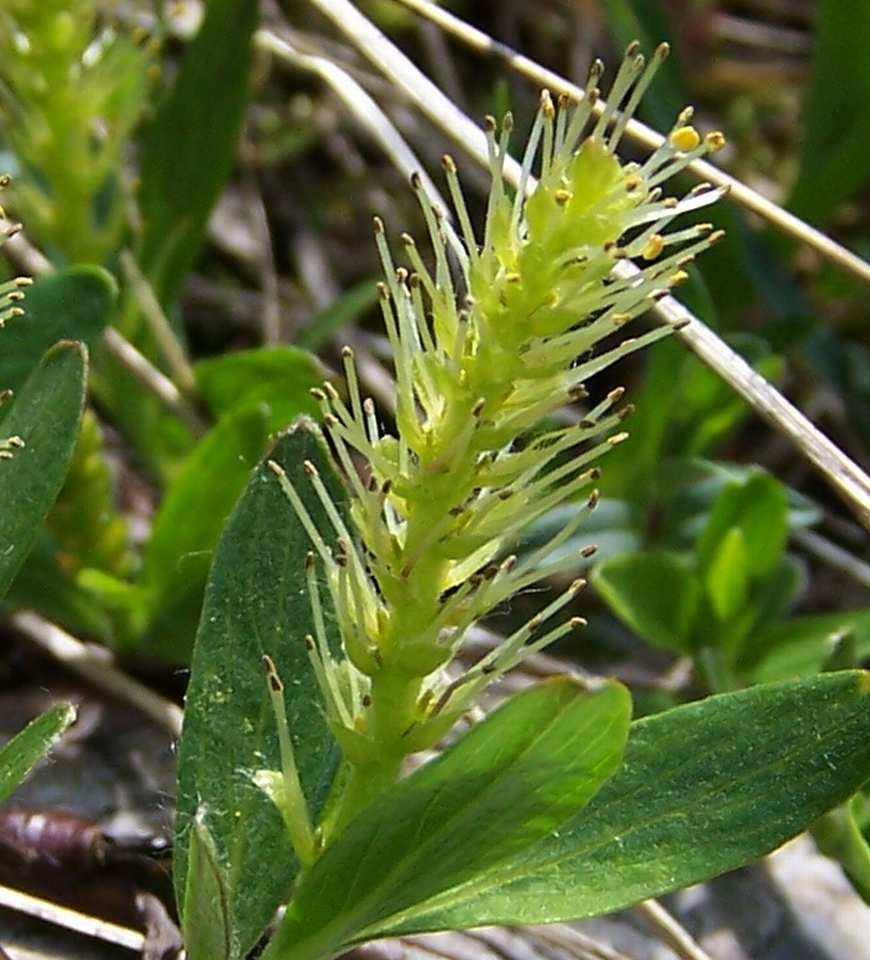
Kwiatostan męski
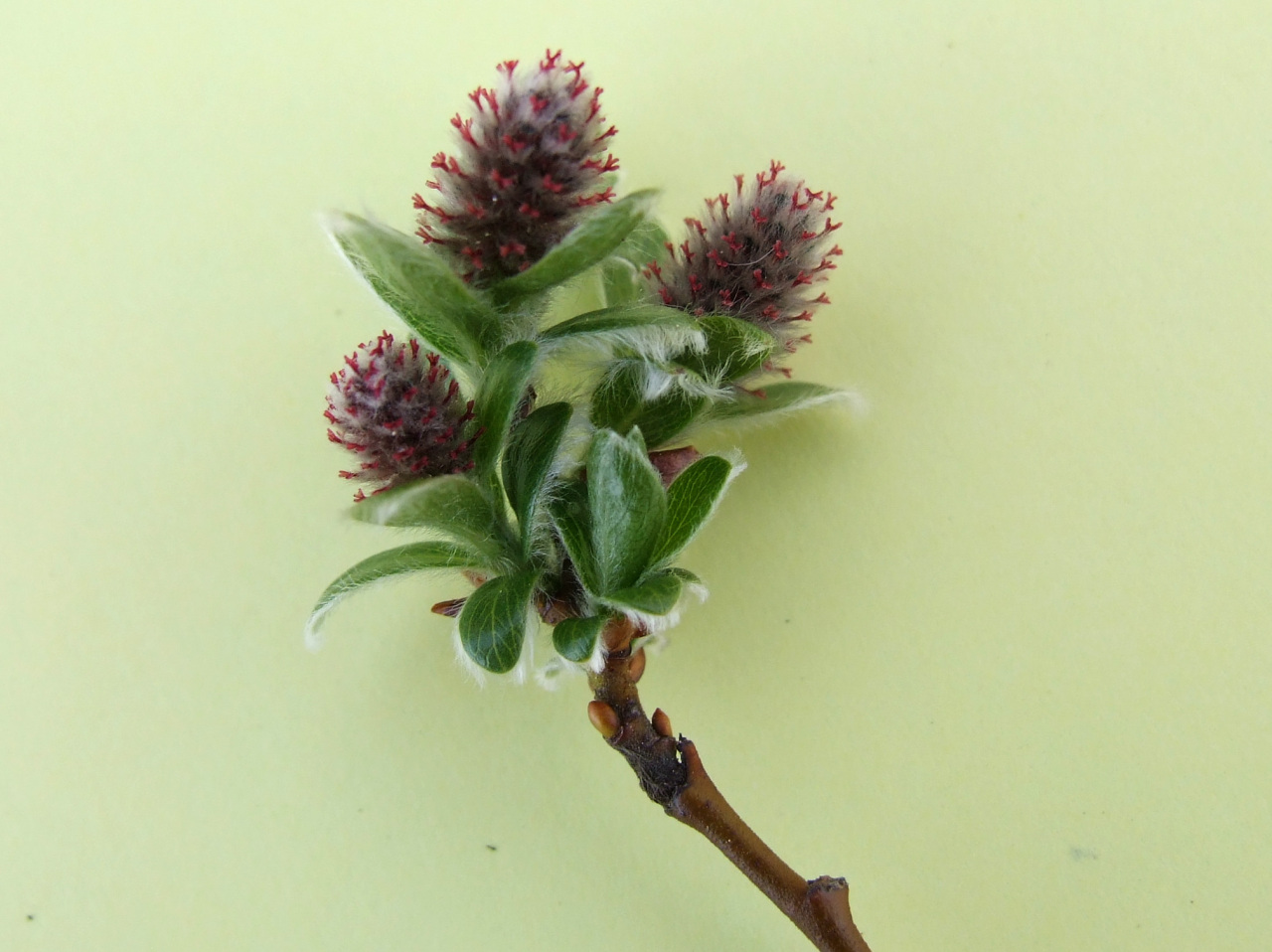
Kwiatostan żeński
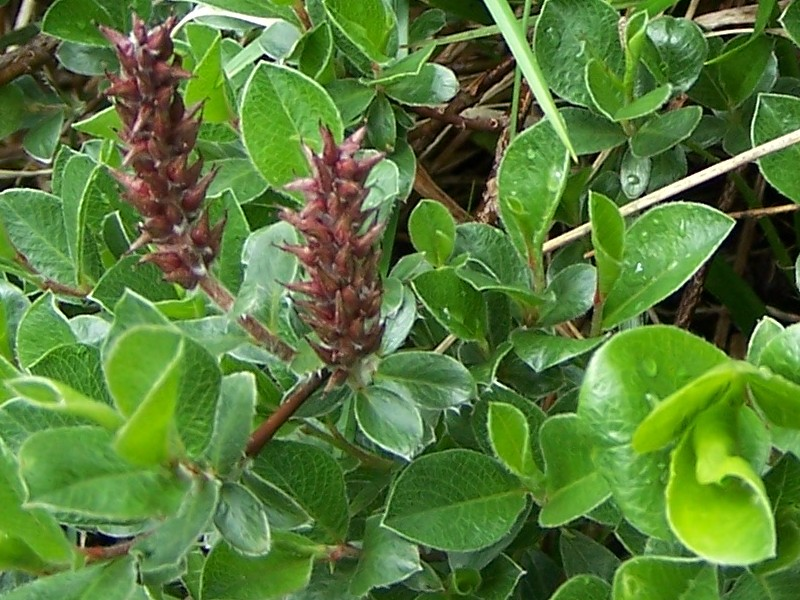
Pęd z owocami

## Biologia i ekologia
- Rozwój: bylina. Kwitnie w czerwcu, nasiona rozsiewane są przez wiatr[6].
- Siedlisko: roślina wysokogórska, występuje w kosówce i piętrze alpejskim, głównie na podłożu wapiennym (roślina wapieniolubna). Rośnie na skałkach, murawach, wyleżyskach.
- W klasyfikacji zbiorowisk roślinnych gatunek charakterystyczny dla zespołu roślinności (All.) Seslerion tatrae[7].

- Tworzy mieszańce z wierzbą czerniejącą, w. dwubarwną, w. iwą, w. oszczepowatą, w. śląską, w. szarą, w. uszatą, w. wykrojoną, w. zielną, w. żyłkowaną[6].

## Zastosowanie
Uprawiana jako roślina ozdobna, szczególnie nadająca się do ogrodów skalnych.